# 新鵜沼駅
新鵜沼駅（しんうぬまえき）は、岐阜県各務原市鵜沼南町五丁目にある、名古屋鉄道の駅。犬山線および各務原線の終点駅である。東海旅客鉄道（JR東海）の鵜沼駅と相互乗換駅。駅番号はIY17。

## 歴史
名古屋電気鉄道が取得した犬山 - 関間の敷設免許を継承した（旧）名古屋鉄道によって当地に新鵜沼駅が開業した（当駅 - 関間は未成）。翌年には各務原鉄道（各務原線の前身）も当地に進出して東鵜沼駅（ひがしうぬまえき）を隣接して設けたが、ほどなくして両駅は新鵜沼駅として統合された。
統合後もホーム配置は変わらず、戦後は犬山線が先行して電圧600Vから1500Vに昇圧していたため両線は分断されていたが、各務原線の昇圧に合わせてホームの改築が行われ、1964年（昭和39年）に現在のような両線一体となった形状に改められた。
なおホーム改築以前より当駅の犬山線側には各務原線と省線鵜沼駅と接続する連絡線がそれぞれ存在し、回送列車や貨車のやり取りに使用されていたほか、下呂への客車直通運転の際にも使用された。ただし当時の配線では省線鵜沼駅東側で高山本線とつながっておらず、一旦スイッチバックして鵜沼駅に入線する必要が生じた。鵜沼駅東端の線路が繋がり鵜沼連絡線としての体裁が整えられたのは1972年（昭和47年）の事である。
その後、鵜沼連絡線は高山線直通列車の運行終了によって使用されなくなり、留置線として活用された後、鵜沼駅自由通路工事の進捗に伴い撤去された。
なお、名鉄において同じく「新」を冠する駅であった新名古屋駅および新岐阜駅は、2005年（平成17年）の中部国際空港開港に伴ってそれぞれ名鉄名古屋駅と名鉄岐阜駅に改称されたが、当駅は現在に至るまで改称されていない。名鉄はその理由について「地元の皆さんにご愛顧いただいているので『新』を残している」と説明している。

### 年表

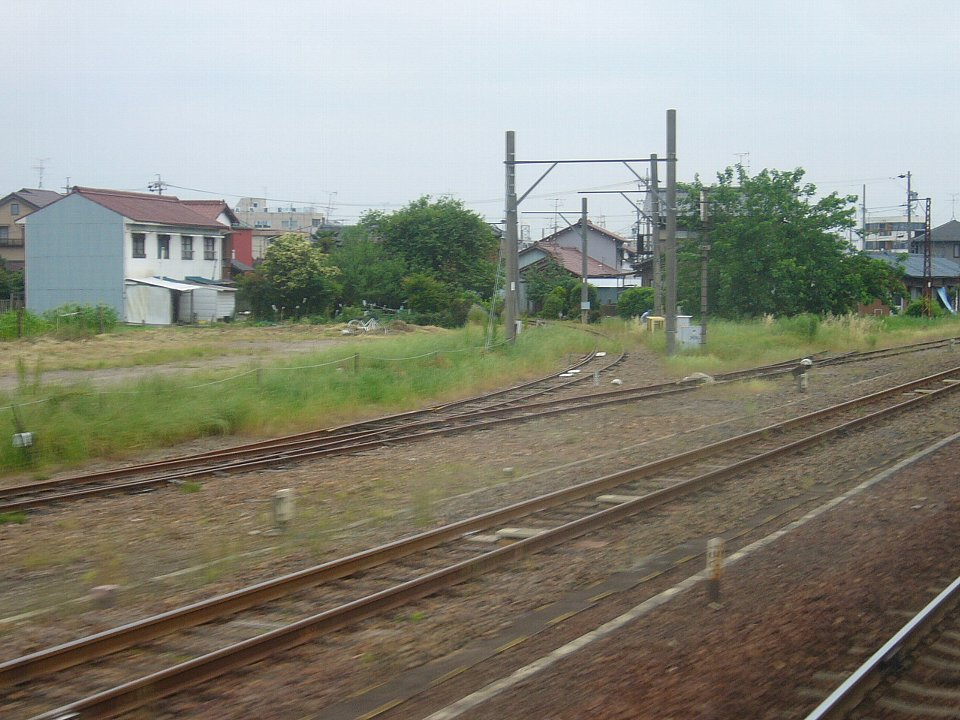
鵜沼連絡線跡（JR線側から撮影）

- 1926年（大正15年）10月1日 - （旧）名古屋鉄道により新鵜沼駅が開業する[1]。
- 1927年（昭和2年）9月20日 - 隣接して各務原鉄道の東鵜沼駅が開業する[4]。
- 1930年（昭和5年）9月5日 - （旧）名古屋鉄道が名岐鉄道に社名変更。
- 1931年（昭和6年）2月5日 - 新鵜沼駅と東鵜沼駅を統合し、新鵜沼駅となる[5]。
- 1932年（昭和7年） - 下呂直通運転開始[5]。
- 1935年（昭和10年）
  - 3月28日 - 各務原鉄道が名岐鉄道に合併。
  - 8月1日 - 名岐鉄道と愛知電気鉄道が合併し、（現）名古屋鉄道となる。
- 1948年（昭和23年）5月12日 - 犬山線の架線電圧を600Vから1500Vに昇圧[12]。
- 1964年（昭和39年）3月15日 -  各務原線の架線電圧を600Vから1500Vに昇圧。両線で直通運転を行うためホームを移設[13]。
- 1967年（昭和42年）4月30日 - 名鉄産業をテナントとする駅舎完成[14]。
- 1972年（昭和47年）9月27日 - 鵜沼連絡線新設[9]。
- 2001年（平成13年）
  - 3月12日 - 駅舎改築完成[15]。
  - 10月1日 - 「北アルプス」の廃止に伴い、鵜沼連絡線の利用が休止となる。
- 2002年（平成14年） - 4・5番線ホームを増設[16]。同時に、各ホームと地下通路・地下通路と東コンコースを結ぶエレベーターも新設した。
- 2009年（平成21年）3月29日 - 自由通路設置[17]。JR鵜沼駅と改札分離し[18]名鉄単独の東改札口（設置当初よりトランパス導入済み）を設置、自由通路に接続[19]。
- 2011年（平成23年）
  - 2月11日 - ICカード「manaca」の利用が可能となる。
  - 初頭 - 鵜沼連絡線のレールが撤去される[10]。
- 2012年（平成24年）2月29日 - トランパスの使用を終了。
- 2013年（平成25年）6月 - 鵜沼連絡線跡地の道路供用開始[10]。
- 2022年（令和4年）4月22日 - 映画『シン・ウルトラマン』とのコラボ企画により、6月26日までの期間限定で駅名看板がシン・ウヌマ駅に変更[20]。

## 駅構造
6両編成対応の単式ホーム1面と8両編成対応の島式ホーム2面を有する3面5線の地上駅。1 - 3番ホームは半径300ｍの曲線上にあり、ホームも大きくカーブしている。
この駅の構内の配線及び信号機の配置により、構造上は各ホームにおいて以下のような発着が可能である。
- 1番ホーム：犬山・名鉄名古屋方面からの入線と双方向への発車
- 2番ホーム：双方向からの入線と犬山・名鉄名古屋方面への発車
- それ以外のホーム：犬山・名鉄名古屋方面からの入線と犬山・名鉄名古屋方面への発車

各務原線の列車から名鉄名古屋方面への列車に乗り換える場合、名鉄名古屋方面行きの列車が3番ホームに停車していれば対面での乗り継ぎができるが、4・5番ホームに停車している場合は、階段・エレベーターでの移動を伴うため、隣の犬山遊園駅での乗り換えが便利である。ただし、早朝及び夜間の一部の便では、当駅で名鉄名古屋方面の列車を先に発車させる便や、当駅及び犬山遊園駅での接続がない便もあるので注意が必要。
反対に、犬山線からの当駅終着列車から名鉄岐阜行きに乗り換える場合、ごく一部の便を除いてホームの移動を伴うため、1つ手前の犬山遊園駅での乗り換えが便利である。
2009年（平成21年）には各ホーム、地下通路、改札口にLED式の列車案内装置が設置された。また、同時に自動放送装置と発車ベルも設置された。自動放送装置は当初は他の主要駅でも見られる「行き先・種別」順にいうタイプであったが、のちに「種別・行き先」の順にいうタイプに交換されている。なお、発車ベルは名鉄名古屋駅の一宮・犬山方面のホームや新可児駅で使用されているのと同じものが使用されている。

### のりば
| 番線    | 路線                    | 方向 | 行先                               | 備考                                         |
| ------- | ----------------------- | ---- | ---------------------------------- | -------------------------------------------- |
| 1       | KG 各務原線             | 下り | 名鉄岐阜ゆき                       |                                              |
| 2       | IY 犬山線 (KG 各務原線) | 上り | 犬山・名鉄名古屋・中部国際空港方面 | 名鉄岐阜方面から到着する列車は全てこのホーム |
| 3・4・5 | IY 犬山線               | 上り | 犬山・名鉄名古屋・中部国際空港方面 |                                              |

- 改札口：東西各1箇所。自由通路の完成に伴いJR線とは改札が分離されて共同使用駅ではなくなったため、乗り換えの際には一度改札外に出る必要がある。
  - 西改札口
    - 自動改札機3台
    - タッチパネル式自動券売機（継続manaca定期乗車券及び新規通勤manaca定期乗車券の購入も可能）1台
    - 有人の窓口兼改札口

  - 東改札口：無人改札
    - 自動改札機3台
    - タッチパネル式自動券売機（継続manaca定期乗車券及び新規通勤manaca定期乗車券の購入も可能）1台
    - 自動精算機（ICカードのチャージ等も可能）1台

- ホーム間移動設備：地下通路（ホーム中央）
- トイレ：西改札口南側（改札内）
- バリアフリー設備：西改札口付近のスロープ、地下通路~各ホーム及び地下通路~東改札口のエレベーター。
- 2023年3月のダイヤ改正の前は、朝方に各務原線と犬山以遠を直通する定期列車が存在し、そのうち名鉄岐阜発の一部はこの駅で種別を変えていた。逆に、名鉄岐阜行きについては犬山で種別を変えていた。

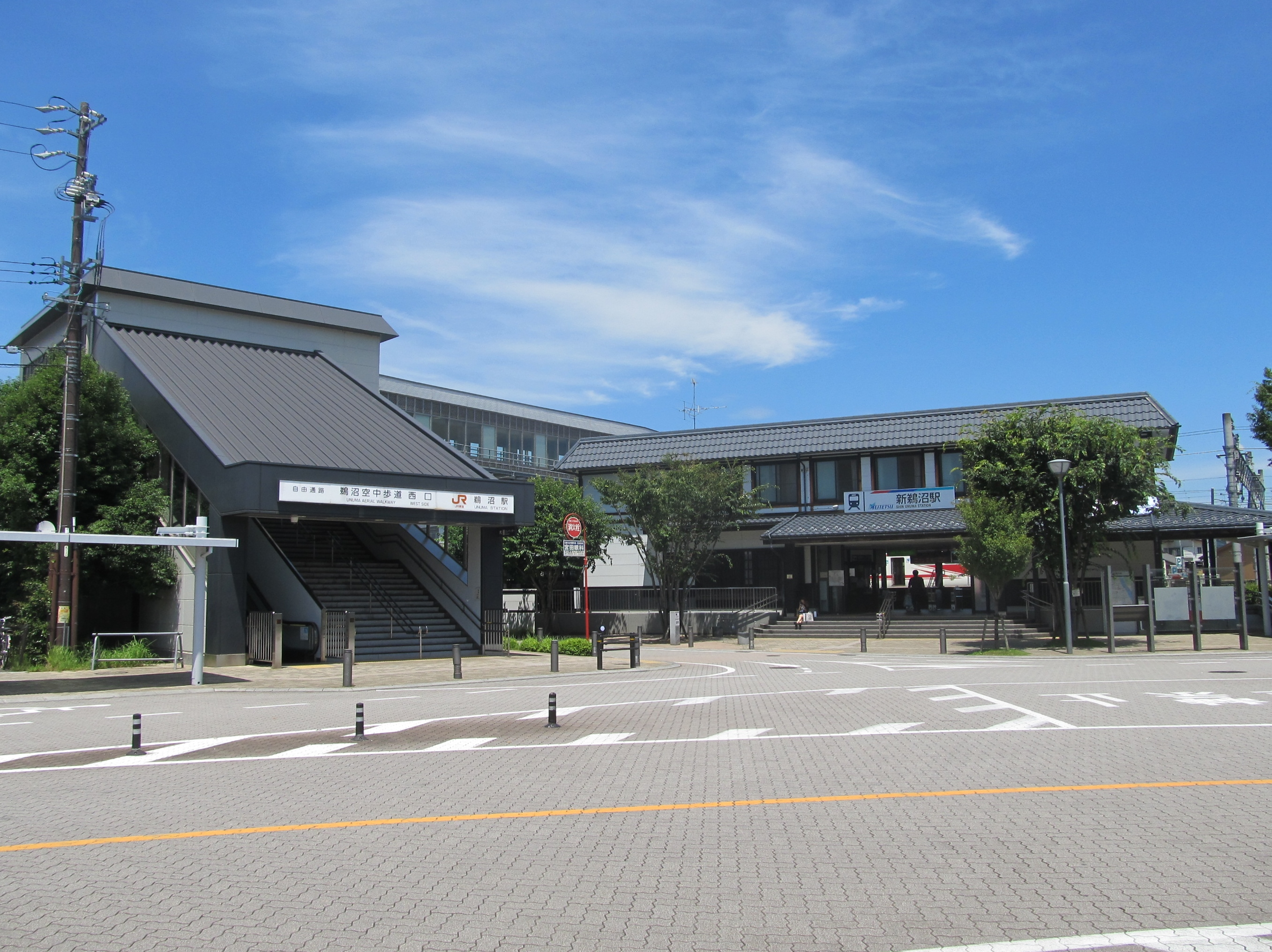
西改札口のある駅舎と自由通路西側入口（2018年6月）
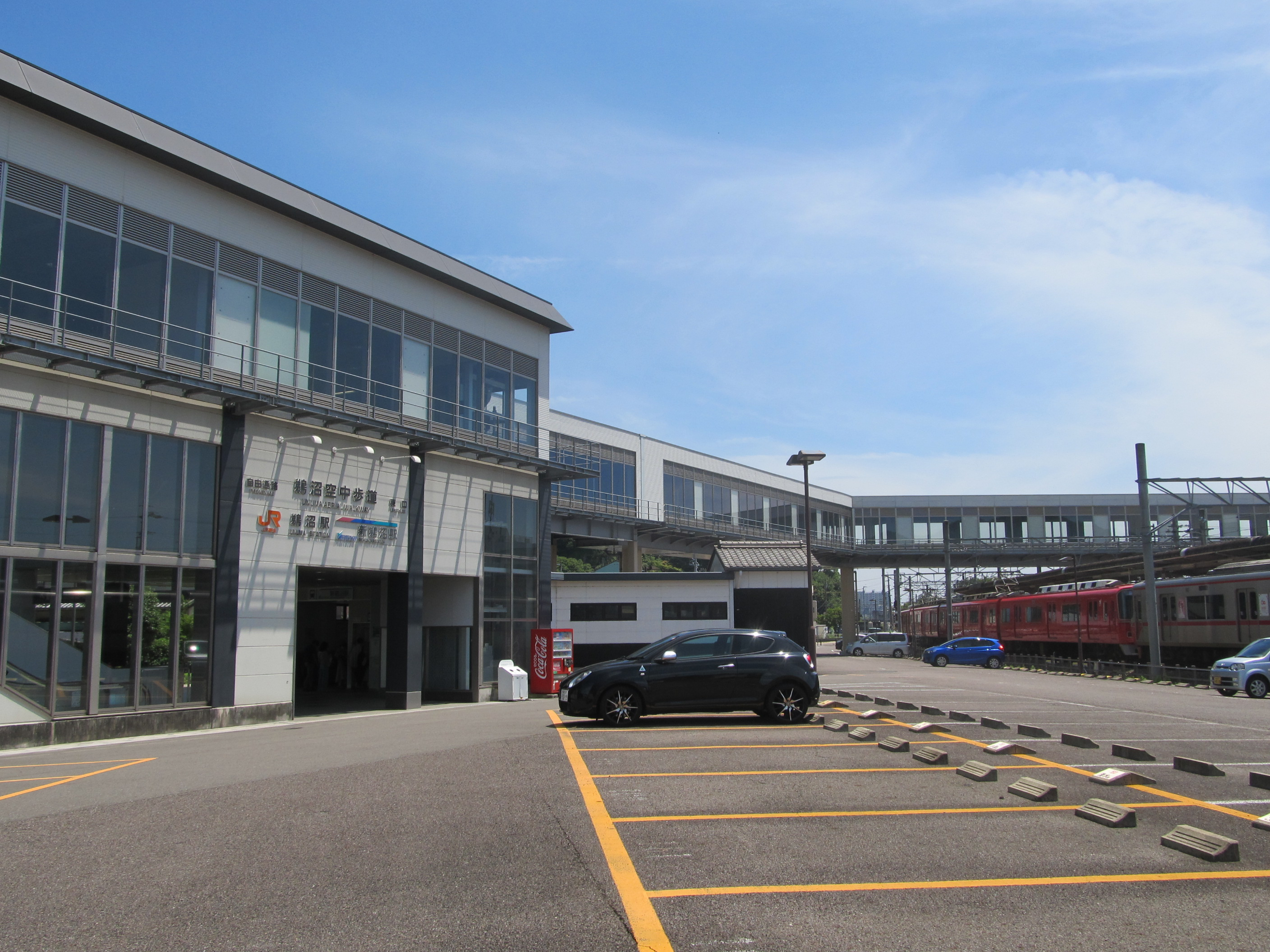
東改札口のある駅舎と自由通路（2018年6月）
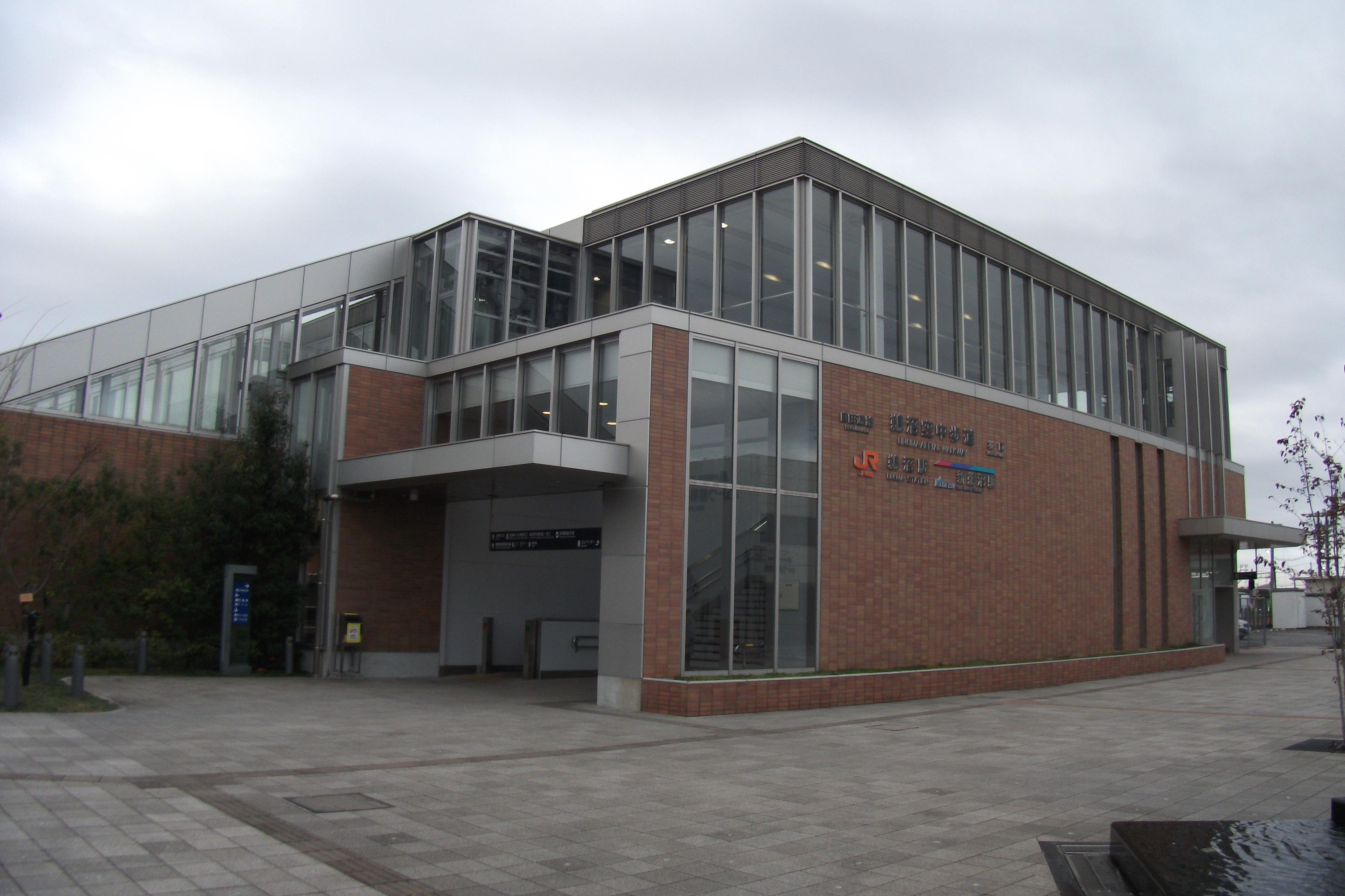
自由通路北側入口（2012年1月）
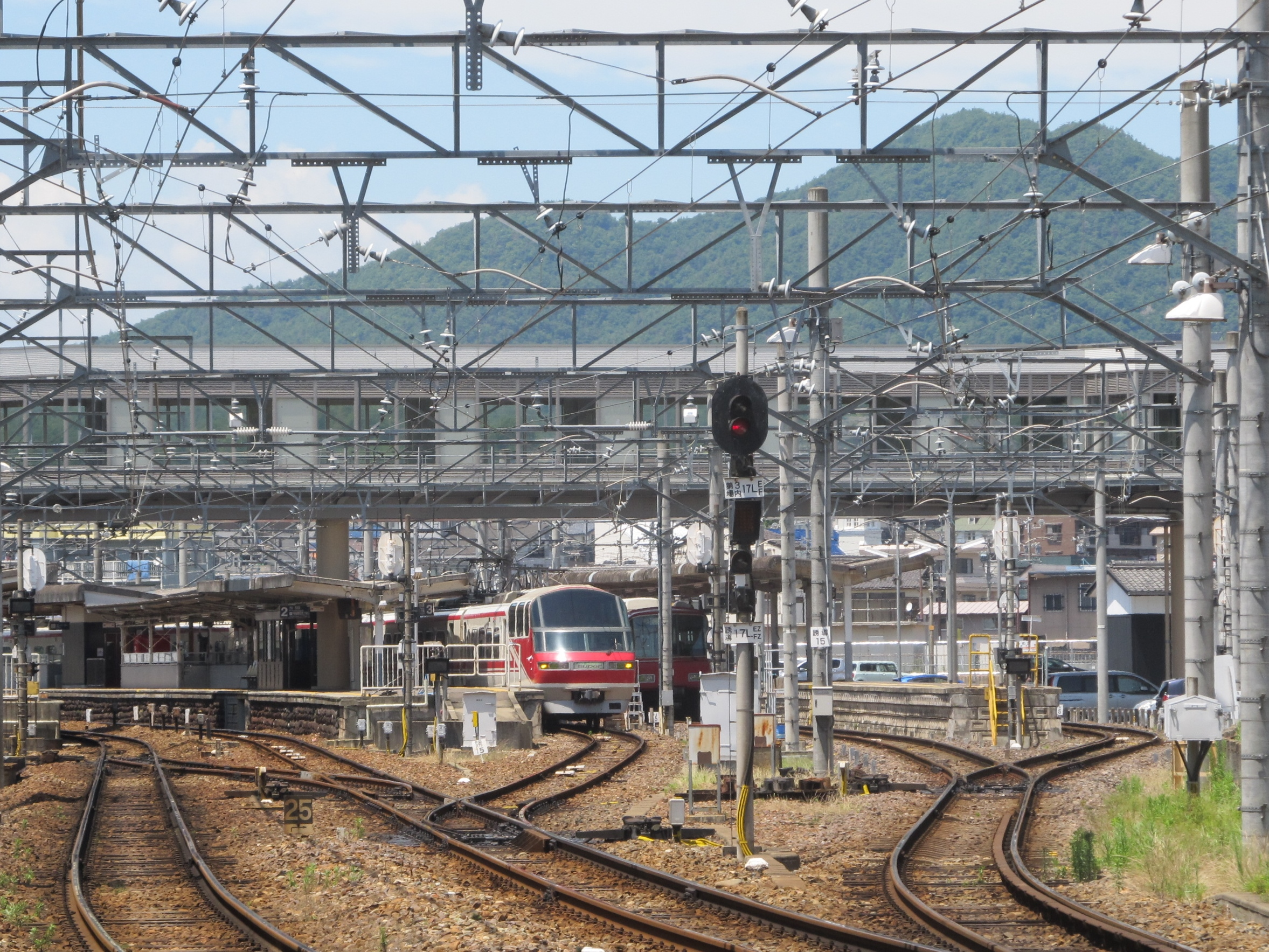
ホーム（2018年6月）
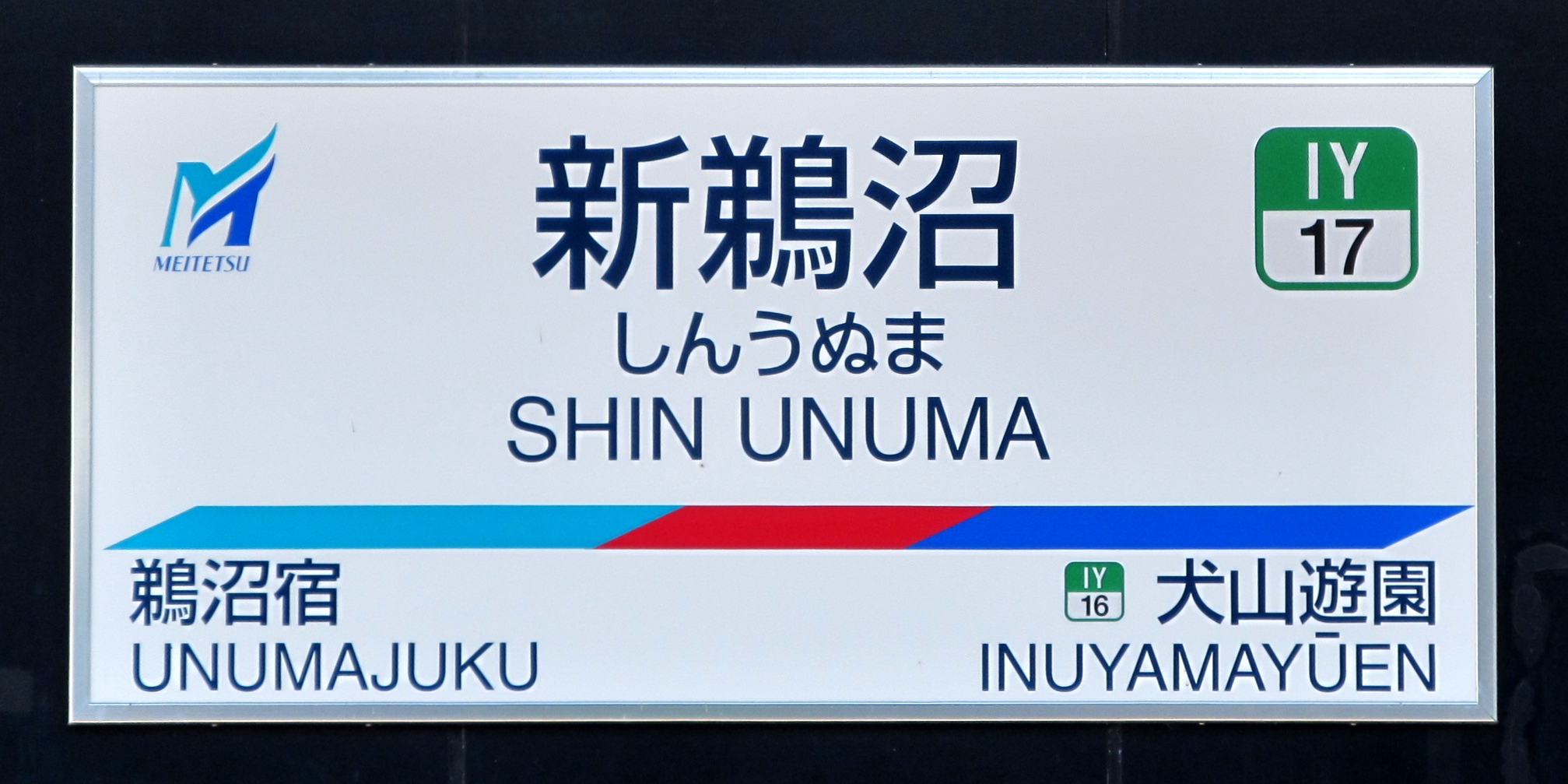
駅名標

### 配線図
| ← J：岐阜方面 M：名鉄岐阜方面                           | 新鵜沼駅 構内配線略図 | → 高山方面 |
|                                                         | ↓ 名鉄名古屋方面      |            |
| 凡例 出典: 2009年の様子。現在は連絡線が撤去されている。 |                       |            |

## 利用状況
- 『名鉄120年：近20年のあゆみ』によると2013年度当時の1日平均乗降人員は10,662人であり、この値は名鉄全駅（275駅）中31位、犬山線（17駅）中6位、各務原線（18駅）中2位であった[24]。
- 『名古屋鉄道百年史』によると1992年度当時の1日平均乗降人員は16,506人であり、この値は岐阜市内線均一運賃区間内各駅（岐阜市内線・田神線・美濃町線徹明町駅 - 琴塚駅間）を除く名鉄全駅（342駅）中24位、 犬山線（17駅）中5位、各務原線（18駅）中2位であった[25]。
- 『名鉄 1983』によると、1981年度当時の一日平均乗降人員は12,953人であり、この値は名鉄全駅中26位であった[26]。

『岐阜県統計書』『各務原市統計書』『統計書かかみがはら』によると、年間乗車人員、年間乗降人員、一日平均乗降人員の推移は以下の通りである。
| 年                 | 年間統計 | 年間統計 | 一日平均 乗降人員 | 備考          |
| 年                 | 乗車人員 | 乗降人員 | 一日平均 乗降人員 | 備考          |
| ------------------ | -------- | -------- | ----------------- | ------------- |
| 1955（昭和30）年度 | 667073   | 1318909  |                   | [ 27 ]        |
| 1956（昭和31）年度 | 736251   | 1476430  |                   | [ 28 ]        |
| 1957（昭和32）年度 | 799448   | 1599131  |                   | [ 29 ]        |
| 1958（昭和33）年度 | 855195   | 1711348  |                   | [ 30 ]        |
| 1959（昭和34）年度 | 876254   | 1745562  |                   | [ 31 ]        |
| 1960（昭和35）年度 | 978134   | 1943606  |                   | [ 32 ]        |
| 1961（昭和36）年度 | 1063285  | 2112891  |                   | [ 33 ]        |
| 1962（昭和37）年度 | 1210648  | 2400416  |                   | [ 34 ]        |
| 1963（昭和38）年度 | 1297997  | 2586407  |                   | [ 35 ]        |
| 1964（昭和39）年度 | 1349652  | 2700191  |                   | [ 36 ]        |
| 1965（昭和40）年度 | 1360642  | 2722232  |                   | [ 37 ]        |
| 1966（昭和41）年度 | 1322503  | 2646756  |                   | [ 38 ]        |
| 1967（昭和42）年度 | 1341906  | 2682793  |                   | [ 39 ]        |
| 1968（昭和43）年度 | 1389272  | 2773388  |                   | [ 40 ]        |
| 1969（昭和44）年度 | 1410000  | 2818000  |                   | [ 41 ]        |
| 1970（昭和45）年度 | 1666000  | 3245000  |                   | [ 41 ]        |
| 1971（昭和46）年度 | 1542000  | 3069000  |                   | [ 42 ]        |
| 1972（昭和47）年度 | 1630000  | 3242000  |                   | [ 42 ]        |
| 1973（昭和48）年度 | 1699000  | 3376000  |                   | [ 42 ]        |
| 1974（昭和49）年度 | 1801000  | 3590000  |                   | [ 43 ]        |
| 1975（昭和50）年度 | 1896000  | 3780000  |                   | [ 44 ]        |
| 1976（昭和51）年度 | 2040000  | 4069000  |                   | [ 44 ]        |
| 1977（昭和52）年度 | 2238000  | 4462000  |                   | [ 45 ]        |
| 1978（昭和53）年度 | 2319856  | 4623000  |                   | [ 45 ] [ 46 ] |
| 1979（昭和54）年度 | 2394034  | 4767000  |                   | [ 47 ] [ 48 ] |
| 1980（昭和55）年度 | 2426551  | 4839000  |                   | [ 49 ] [ 50 ] |
| 1981（昭和56）年度 | 2419659  | 4824000  |                   | [ 49 ] [ 51 ] |
| 1982（昭和57）年度 | 2473019  | 4932000  |                   | [ 49 ] [ 52 ] |
| 1983（昭和58）年度 | 2484973  | 4954000  |                   | [ 53 ] [ 54 ] |
| 1984（昭和59）年度 | 2538541  | 5080000  |                   | [ 55 ] [ 56 ] |
| 1985（昭和60）年度 | 2545033  | 5088000  |                   | [ 57 ] [ 58 ] |
| 1986（昭和61）年度 | 2558124  | 5114000  |                   | [ 57 ] [ 59 ] |
| 1987（昭和62）年度 | 2677799  | 5349000  |                   | [ 57 ] [ 60 ] |
| 1988（昭和63）年度 | 2720680  | 5442000  |                   | [ 57 ] [ 61 ] |
| 1989（平成元）年度 | 2756000  | 5512000  |                   | [ 62 ]        |
| 1990（平成02）年度 | 2776000  | 5552000  |                   | [ 62 ]        |
| 1991（平成03）年度 | 2861697  | 5716102  | 15810             | [ 63 ]        |
| 1992（平成04）年度 | 2848418  | 5690705  | 15750             | [ 63 ]        |
| 1993（平成05）年度 | 2829508  | 5663700  | 15673             | [ 63 ]        |
| 1994（平成06）年度 | 2771527  | 5542214  | 15338             | [ 63 ]        |
| 1995（平成07）年度 | 2657505  | 5312913  | 14692             | [ 63 ]        |
| 1996（平成08）年度 | 2533860  | 5063934  | 14014             | [ 63 ]        |
| 1997（平成09）年度 | 2382127  | 4768680  | 13194             | [ 64 ]        |
| 1998（平成10）年度 | 2235382  | 4468155  | 12363             | [ 65 ]        |
| 1999（平成11）年度 | 2112675  | 4223813  | 11678             | [ 65 ]        |
| 2000（平成12）年度 | 2063938  | 4125855  | 11415             | [ 65 ]        |
| 2001（平成13）年度 | 2083181  | 4168664  | 11533             | [ 65 ]        |
| 2002（平成14）年度 | 2011065  | 4030189  | 11150             | [ 65 ]        |
| 2003（平成15）年度 | 1973171  | 3960644  | 10947             | [ 66 ]        |
| 2004（平成16）年度 | 1935165  | 3904455  | 10802             | [ 66 ]        |
| 2005（平成17）年度 | 1928483  | 3892836  | 10768             | [ 66 ]        |
| 2006（平成18）年度 | 1967447  | 3969617  | 10981             | [ 66 ]        |
| 2007（平成19）年度 | 1935294  | 3904948  | 10790             | [ 67 ]        |
| 2008（平成20）年度 | 1893494  | 3822910  | 10572             | [ 67 ]        |
| 2009（平成21）年度 | 1859084  | 3748277  | 10367             | [ 67 ]        |
| 2010（平成22）年度 | 1861883  | 3751386  | 10375             | [ 68 ]        |
| 2011（平成23）年度 | 1884047  | 3791306  | 10475             | [ 68 ]        |
| 2012（平成24）年度 | 1888774  | 3808274  | 10532             | [ 68 ]        |
| 2013（平成25）年度 | 1918796  | 3854997  | 10662             | [ 68 ]        |
| 2014（平成26）年度 | 1902248  | 3826003  | 10579             | [ 68 ]        |
| 2015（平成27）年度 | 1989395  | 3991153  | 11024             | [ 69 ]        |
| 2016（平成28）年度 | 2015695  | 4048745  | 11195             | [ 70 ]        |
| 2017（平成29）年度 | 2024406  | 4063864  | 11235             | [ 70 ]        |
| 2018（平成30）年度 | 2014830  | 4040597  | 11170             | [ 70 ]        |
| 2019（令和元）年度 | 1990607  | 3993970  | 11033             | [ 70 ]        |
| 2020（令和02）年度 | 1434898  | 2868916  | 7945              | [ 70 ]        |

斜体の値は千人単位（千人未満四捨五入）
2006（平成18）年度以降はJR・バス連絡（乗換え）人員を含む

## 駅周辺
隣接するJR東海の鵜沼駅を合わせると3線が合流する交通の要衝ではあるが、駅前はロータリーなど整備されているものの、目立った市街地は形成されておらず、JR側共々コンビニエンスストア等の商業施設も皆無である。ただし近年住宅地としての開発が行われている。また当駅前の土地区画整理事業も進行中である。駅西側の踏切は高山線と併せて3本の線路が並行しているので渋滞が激しい。

### 主な施設
- JR高山本線：鵜沼駅
- 木曽川：日本ライン夏まつり納涼花火大会(ただしコロナ禍による中止年度を挟み、2023年度より大幅に規模縮小中である)の時は、鵜沼側からも見られる。
- 犬山橋：2000年（平成12年）3月28日に道路専用の「ツインブリッジ」が完成して旧橋は鉄道専用となった。それ以前は道路上に犬山線の線路が敷設されていて、路面電車と同様の通行形態となっていた。橋全体が当駅の構内扱いでもある。
- 駐車場、駐輪場：名鉄協商の有料駐車場あり。
- 大垣共立銀行：鵜沼支店
- MEGAドン・キホーテ 鵜沼店 ※ただし空中歩道を渡りJR側改札より北へ徒歩15分程度かかる

### バス路線
JR鵜沼駅発のバスは鵜沼駅#駅周辺を参照。
岐阜バス
- 緑苑八木山線（つつじヶ丘北、鵜沼中学校方面は平日の朝と夜のみ運行）
  - 新鵜沼駅 → 緑苑口 → 緑苑小学校 → 緑苑東 → センター前 → 緑苑口 → 新鵜沼駅（平日朝のみ一部JR鵜沼駅）
  - 新鵜沼駅 → 緑苑口 → 緑苑小学校 → 緑苑東 → センター前 → つつじが丘北 → 鵜沼中学校 → 鵜沼宿駅 → 新鵜沼駅

各務原市ふれあいバス
- 鵜沼線（平日の一部の便は鵜沼西町、つつじヶ丘北、鵜沼中学校方面を経由しない）
  - 新鵜沼駅 - JR鵜沼駅 - 鵜沼台 - 緑苑東 - センター前 - 緑苑口 - 鵜沼西町 - つつじヶ丘北 - 鵜沼中学校 - 鵜沼市民サービスセンター - イオンタウン各務原鵜沼
- 東西線朝夕便（平日1往復のみ）
  - 新鵜沼駅 - JR鵜沼駅 - 鵜沼台 - 緑苑東 - センター前 - 緑苑口 - 八木山小学校前 - 鵜沼中学校前 - 鵜沼福祉センター - 名電各務原駅 - 東海中央病院 - 各務原高校前 - 各務西町営業所

### タクシー
- 名鉄西部交通

## 隣の駅
名古屋鉄道
IY 犬山線
□ミュースカイ・□快速特急・■特急・□快速急行・■急行・■準急・■普通
犬山遊園駅 (IY16) - 新鵜沼駅 (IY17)
KG 各務原線
■普通
犬山遊園駅 (IY16) - 新鵜沼駅 (IY17) - 鵜沼宿駅 (KG01)
※ 各務原線にはミュースカイ・快速特急・特急・快速急行・急行・準急は定期運行されない。各務原線からの全列車は犬山線犬山駅までの運転である。